# Люсслінген-Неннігкофен
Люсслінген-Неннігкофен (нім. Lüsslingen-Nennigkofen) — громада  в Швейцарії в кантоні Золотурн, округ Бухеггберг.

## Географія
Громада розташована на відстані близько 28 км на північ від Берна, 4 км на південний захід від Золотурна.
Люсслінген-Неннігкофен має площу 7,8 км², з яких на 9,7% дозволяється будівництво (житлове та будівництво доріг), 60,7% використовуються в сільськогосподарських цілях, 25,6% зайнято лісами, 4% не є продуктивними (річки, льодовики або гори).

## Демографія
2019 року в громаді мешкало 1084 особи (+8,9% порівняно з 2010 роком), іноземців було 11,5%. Густота населення становила 139 осіб/км².
За віковим діапазоном населення розподілялося таким чином: 21,4% — особи молодші 20 років, 58,9% — особи у віці 20—64 років, 19,6% — особи у віці 65 років та старші. Було 466 помешкань (у середньому 2,3 особи в помешканні).
Із загальної кількості 522 працюючих 59 було зайнятих в первинному секторі, 326 — в обробній промисловості, 137 — в галузі послуг.